# 389

## Nașteri
- dată necunoscută: Genseric  (d. 477)
- dată necunoscută: Simeon Stâlpnicul cel Bătrân sfânt bizantin (d. 459)

## Decese
- 25 ianuarie: Grigore de Nazianz, teolog si patriarh al Constantinopolului, canonizat sfânt (n. 330)